# Bullockrhynchus indicus
Bullockrhynchus indicus is een soort in de taxonomische indeling van de Acanthocephala (haakwormen). De worm wordt meestal 1 tot 2 cm lang. Ze komen algemeen voor in het maag-darmstelsel van ongewervelden, vissen, amfibieën, vogels en zoogdieren.
De haakworm komt uit het geslacht Bullockrhynchus en behoort tot de familie Heteracanthocephalidae. Bullockrhynchus indicus werd in 1985 beschreven door Chandra, Hanumantha-Rao & Shyamasundari.